# Jüdischer Friedhof (Levern)

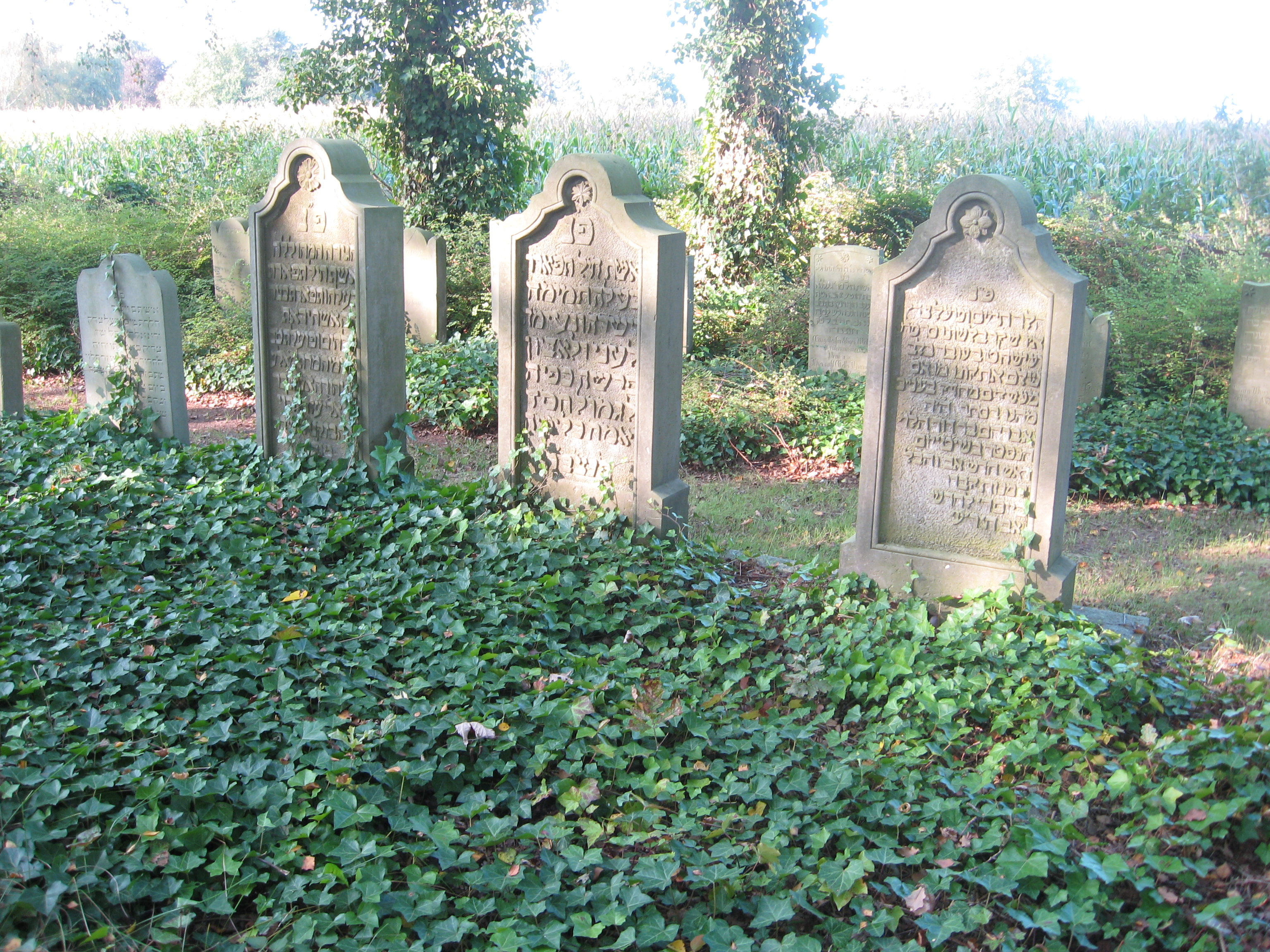
Der jüdische Friedhof in Levern (2014)

Der Jüdische Friedhof Levern befindet sich im Ortsteil Levern der Gemeinde Stemwede im Kreis Minden-Lübbecke in Nordrhein-Westfalen. Als jüdischer Friedhof ist er ein Baudenkmal, das unter der Denkmalnummer 063 in der Denkmalliste eingetragen ist.
Der Friedhof liegt in nördlicher Richtung etwa zwei Kilometer außerhalb des Ortskerns von Levern unweit der L 767 an der Landesstraße 770, in der Nähe der Gaststätte Jobusch, bereits auf der Gemarkung der Gemeinde Niedermehnen. Dort sind 36 Grabsteine erhalten.

## Geschichte
Der Friedhof wurde von 1862 bis 1936 belegt. Zwischen 1800 und 1850 bestatteten die Leverner Juden ihre Toten auf dem alten jüdischen Friedhof in Lübbecke und zwischen 1850 und 1862 in Preußisch Oldendorf. Im Jahr 1939 kaufte eine Privatperson das Grundstück und ließ 20 ältere Grabsteine entfernen, das Gelände wurde aufgeforstet. Im Jahr 1954 wurde der Friedhof wiederhergestellt.